# Iochroma cornifolium
Iochroma cornifolium är en potatisväxtart som först beskrevs av Carl Sigismund Kunth, och fick sitt nu gällande namn av John Miers. Iochroma cornifolium ingår i släktet Iochroma och familjen potatisväxter. Inga underarter finns listade i Catalogue of Life.